# Margot Eskens

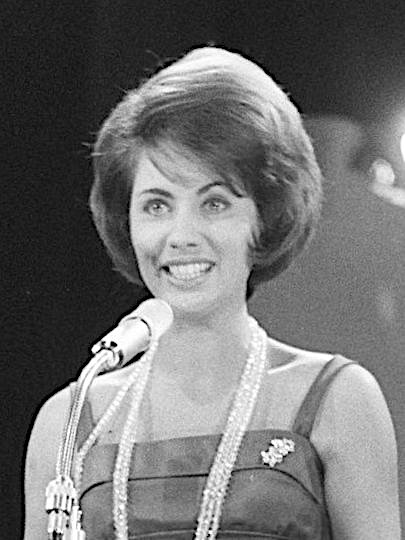
Margot Eskens im Kurhaus Scheveningen (1961)

Margot Eskens (* 12. August 1936 in Düren; † 29. Juli 2022 am Wörthersee, Österreich) war eine deutsche Schlagersängerin, die hauptsächlich in den 1950er- und 1960er-Jahren Erfolge feierte.

## Biografie und künstlerisches Wirken
Bereits Margot Eskens' Vater Karl Eskens trat als Alleinunterhalter auf, wodurch Margot schon früh mit dem Musikgeschäft und der Unterhaltungsbranche in Berührung kam. Im Jahr 1954 nahm die gelernte Zahnarzthelferin als Sängerin an einem Polydor-Nachwuchswettbewerb teil, den sie mit dem Titel Moulin Rouge gewann. Das brachte ihr einen Plattenvertrag bei Polydor ein und bedeutete schnellen Erfolg auf dem Musikmarkt. Bereits im Oktober 1955 wurde sie mit der Aufnahme Ich möcht’ heut’ ausgehn in der deutschen Schlagerparade erstmals notiert und kam bis auf den dritten Platz. In den Jahren 1956 und 1957 konnte sie mit den beiden Nummer-1-Titeln Tiritomba, der sich über 800.000-mal verkaufte, und Cindy, oh Cindy ihre größten Erfolge feiern. Auch mehrere Duette mit Silvio Francesco waren erfolgreich. Am häufigsten verkaufte sich die Schallplatte der beiden mit dem Titel Mondschein-Partie im Jahre 1959. Aber auch mit René Carol, Willy Hagara, Udo Jürgens, Will Brandes und Peter Alexander nahm sie erfolgreiche Titel auf. Der Krefelder Produzent und Textdichter Kurt Feltz, mit dem Eskens bis 1961 zusammenarbeitete, zeichnete für diese Erfolge verantwortlich.
Daran konnte das neue Produzenten-Team unter Hans Bertram nicht anknüpfen, doch gelang 1962 mit dem Lied Ein Herz, das kann man nicht kaufen wieder ein beachtlicher Erfolg. Mit diesem Titel schickte Polydor Eskens zu den Deutschen Schlager-Festspielen 1962. Dort wurde sie hinter Conny Froboess und Siw Malmkvist Dritte.
1963 wurde Heidi Brühl mit dem Titel Marcel direkt für den Eurovision Song Contest nominiert. Da sie aber gesundheitliche Probleme hatte und eine Teilnahme nicht sicher war, nahm auch Eskens das Lied auf, um nötigenfalls für Brühl einspringen zu können. 1964 nahm sie erneut bei den Deutschen Schlager-Festspielen in Baden-Baden mit dem Schlager Eine Reise in die Vergangenheit teil und erreichte damit Platz sechs. Beim Eurovision Song Contest 1966 vertrat sie – ebenfalls direkt nominiert – Deutschland mit dem Lied Die Zeiger der Uhr und belegte unter 18 Teilnehmern Platz 10.
Zwischenzeitlich erreichte sie 1964 mit Mama Platz acht in den Hitparaden. In den folgenden Jahren zählte sie dann nicht mehr zu den aktuellen Schlagerstars. Die Wechsel zu den Plattenfirmen CBS und Columbia schlugen sich nicht mehr in Erfolgen nieder und sie zog sich aus dem Schlagergeschäft zurück.
Nachdem sie 1974 beim Kollaps der Herstatt-Bank 100.000 DM verloren hatte, versuchte sie ein Comeback. Daraus resultierte die Veröffentlichung der Singles Das Leben ist schön (1975) und Denk nicht an morgen (1977). In die Charts kam Eskens mit späteren Singles und Alben nicht mehr, dennoch absolvierte sie bis Anfang der 2010er-Jahre Auftritte auf Bühnen und im Fernsehen.
Eskens wirkte in zahlreichen Fernsehshows und mehreren Filmen mit. Sie war mit ihrem Manager Karl-Heinz Münchow (1922–2011) verheiratet, mit dem sie lange am Wörthersee lebte. Nach dem Tod ihres Ehemannes zog sie sich aus der Öffentlichkeit zurück. 2013 wurde bei ihr eine Demenz diagnostiziert, weshalb sie seither in einem Pflegeheim lebte.
Eskens starb 2022 wenige Tage vor ihrem 86. Geburtstag. Sie wurde am 27. August 2022 auf dem Kölner Zentralfriedhof Melaten, Flur Y (26), beigesetzt.

## Auszeichnung
- 2005: Stimmgabel in Platin für ihr 50-jähriges Bühnenjubiläum

## Diskografie

Margot Eskens: Cindy, oh Cindy

### Alben
- 1960: Margot Eskens (25-cm-LP)
- 1963: Bonjour la France (Kompilation, u. a. mit Margot Eskens)
- 1964: Serenade der Liebe
- 1987: Dieses Gefühl
- 1990: Such’ mit mir die Zärtlichkeit
- 1993: Auch Matrosen haben Heimweh
- 2009: Ich für Dich
- 2011: Achterbahn der Liebe

### Singles
| Jahr | Titel Album                           | Höchstplatzierung, Gesamtwochen/‑monate, AuszeichnungChartsChartplatzierungen (Jahr, Titel, Album, Platzierungen, Wochen/Monate, Auszeichnungen, Anmerkungen) | Anmerkungen          |
| Jahr | Titel Album                           | DE | Anmerkungen          |
| ---- | ------------------------------------- | --- | -------------------- |
| 1955 | Mutti, du darfst doch nicht weinen –  | DE5 (3 Mt.)DE |                      |
| 1955 | Ich möcht’ heut’ ausgehn –            | DE21 (1 Mt.)DE |                      |
| 1956 | Tiritomba –                           | DE6 (7 Mt.)DE |                      |
| 1957 | Cindy, oh Cindy –                     | DE1 (7 Mt.)DE |                      |
| 1957 | Bombalu –                             | DE14 (2 Mt.)DE |                      |
| 1958 | Alle schönen Frauen –                 | DE25 (1 Mt.)DE | mit Silvio Francesco |
| 1958 | Himmelblaue Serenade –                | DE3 (6 Mt.)DE | mit Silvio Francesco |
| 1958 | Du bist mir lieber als die Andern –   | DE21 (2 Mt.)DE | mit Silvio Francesco |
| 1959 | Mondscheinpartie –                    | DE6 (3 Mt.)DE | mit Silvio Francesco |
| 1960 | So wunderbar, so fabelhaft –          | DE39 (1 Mt.)DE |                      |
| 1961 | Wenn du heimkommst –                  | DE18 (2 Mt.)DE |                      |
| 1962 | Ein Herz, das kann man nicht kaufen – | DE19 (4 Mt.)DE | Text: Peter Lach     |
| 1963 | Marcel –                              | DE36 (1 Mt.)DE |                      |
| 1963 | Ob in Bombay, ob in Rio –             | DE40 (2 Mt.)DE |                      |
| 1964 | Mama –                                | DE8 (4 Mt.)DE |                      |

Weitere Singles
- 1956: Mamatschi
- 1956: In dem kleinen Café
- 1956: Peterle
- 1957: Calypso Italiano (mit Silvio Francesco)
- 1958: Vergiß mich nicht so schnell (mit Peter Alexander)
- 1958: Andalusische Märchen
- 1959: Drei Takte Musik im Herzen (mit Udo Jürgens)
- 1961: Vergiß nicht, daß ich bei dir bin (mit René Carol)
- 1961: Musikanten der Liebe (mit Will Brandes)
- 1961: Ich möcht’ mit dir verheiratet sein (mit Will Brandes)
- 1963: Weiße Weihnacht (White Christmas)
- 1964: Eine Reise in die Vergangenheit
- 1966: Die Zeiger der Uhr
- 1975: Das Leben ist schön
- 1990: Such’ mit mir die Zärtlichkeit
- 1991: Jede Frau ist geboren für die Liebe
- 1996: Lili Marleen
- 1993: Ich weiss
- 2000: Traumvogel der Liebe
- 2005: Vom Baum gefallen

## Filmografie
- 1961: Auf Wiedersehen
- 1971: … und sowas nennt sich Show